# 土屋興
土屋 興（つちや おき、1883年〈明治16年〉2月25日 - 1927年〈昭和2年〉12月1日）は、日本の政治家。衆議院議員（2期）。

## 経歴
静岡県駿東郡、のちの沼津町（現沼津市）出身。1910年、慶應義塾大学政治科卒。卒業後はイギリスに留学し、1914年、ロンドン大学政治経済科卒。大阪毎日新聞に入り、記者となる。その後、東洋加工紙、富士護謨工業、富士川製紙、関東紡績各(株)取締役、富士薬品工業(株)監査役、土屋(資)代表社員、荏原郡議、大崎町(現・品川区)議となる。
1920年の第14回衆議院議員総選挙において東京13区から立憲政友会公認で立候補して当選する。1924年の第15回衆議院議員総選挙では政友本党公認で立候補して再選した。のち政友会に戻り、衆議院議員を2期務めた。1927年在職中に死去した。